# Flora Montgomery
Flora Montgomery (* 4. Januar 1974 in Greyabbey, County Down) ist eine britische Schauspielerin.

## Karriere
Montgomery arbeitete zunächst am Theater und wirkte ab Mitte der 1990er Jahre vereinzelt in Rollen vor einer Fernsehkamera mit. Über Auftritte in Serien kam sie zu Beginn der Jahrtausendwende auch zum Film und spielte beispielsweise die Hauptrolle der Trudy im Kinofilm Brendan trifft Trudy (2000), für deren Darbietung sie auf dem Filmfestival von Las Palmas in der Kategorie Beste Schauspielerin ausgezeichnet wurde. 1998 gewann sie zudem den irischen Theaterpreis in der Kategorie Beste Schauspielerin für ihre Rolle in Miss Julie.

## Filmografie (Auswahl)
- 1998, 2000: The Bill (Fernsehserie, 4 Folgen)
- 2000: Agatha Christie’s Poirot (Fernsehserie, 1 Folge)
- 2000: Brendan trifft Trudy (When Brendan Met Trudy)
- 2001: Hans Christian Andersen – My life as a fairytale
- 2001: Die Entdeckung des Himmels (The Discovery of Heaven)
- 2003: Goldfish Memory
- 2006: Basic Instinct – Neues Spiel für Catherine Tramell (Basic Instinct 2)
- 2007: Inspector Barnaby (Midsomer Murders, Fernsehserie, 1 Folge)
- 2013: Der junge Inspektor Morse (Endeavour, Fernsehserie, 1 Folge)
- 2014: Grantchester (Fernsehserie, 1 Folge)
- 2014: Der Pathologe – Mörderisches Dublin (Quirke, Miniserie, 1 Folge)